# The Best of Michael Jackson
The Best of Michael Jackson is een verzamelalbum van Michael Jacksons grootste hits, uitgebracht in 1975 door zijn voormalige platenmaatschappij Motown. Er werden wereldwijd 2,2 miljoen exemplaren verkocht en het album bereikte de 44ste plek op de Amerikaanse R&B-hitlijst.

## Tracklist
1. "Got to Be There"
2. "Ben"
3. "With a Child's Heart"
4. "Happy" (titelsong van Lady Sings the Blues)
5. "One Day in Your Life"
6. "I Wanna Be Where You Are"
7. "Rockin' Robin"
8. "We're Almost There"
9. "Morning Glow"
10. "Music and Me"